# Ormiscodes amarilla
Ormiscodes amarilla is een vlinder uit de familie van de nachtpauwogen (Saturniidae). De wetenschappelijke naam van de soort is voor het eerst geldig gepubliceerd in 1908 door William Schaus.